# ヴァンガード計画

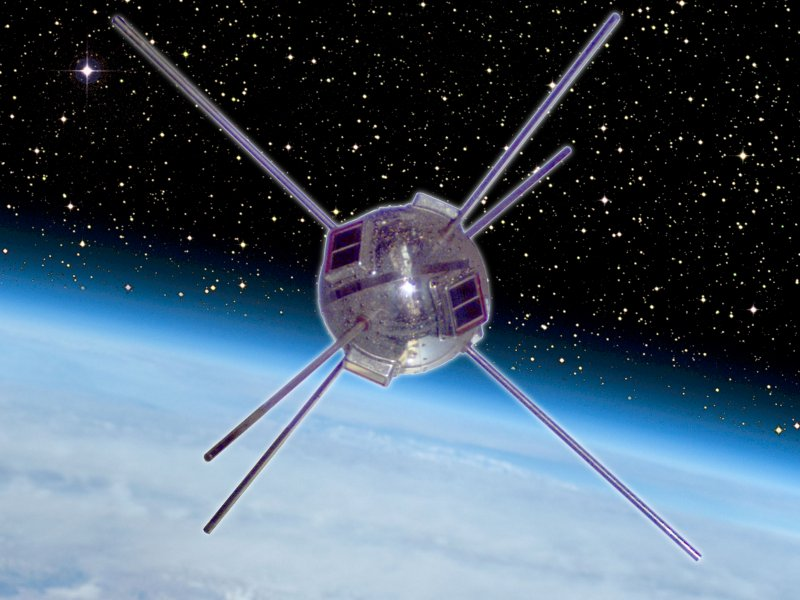
ヴァンガード1号

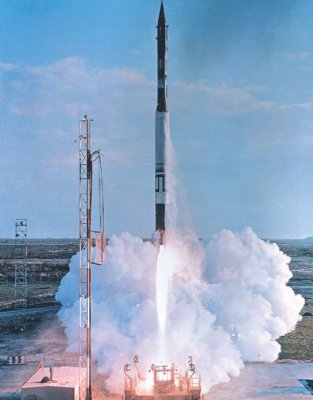
ヴァンガードロケット

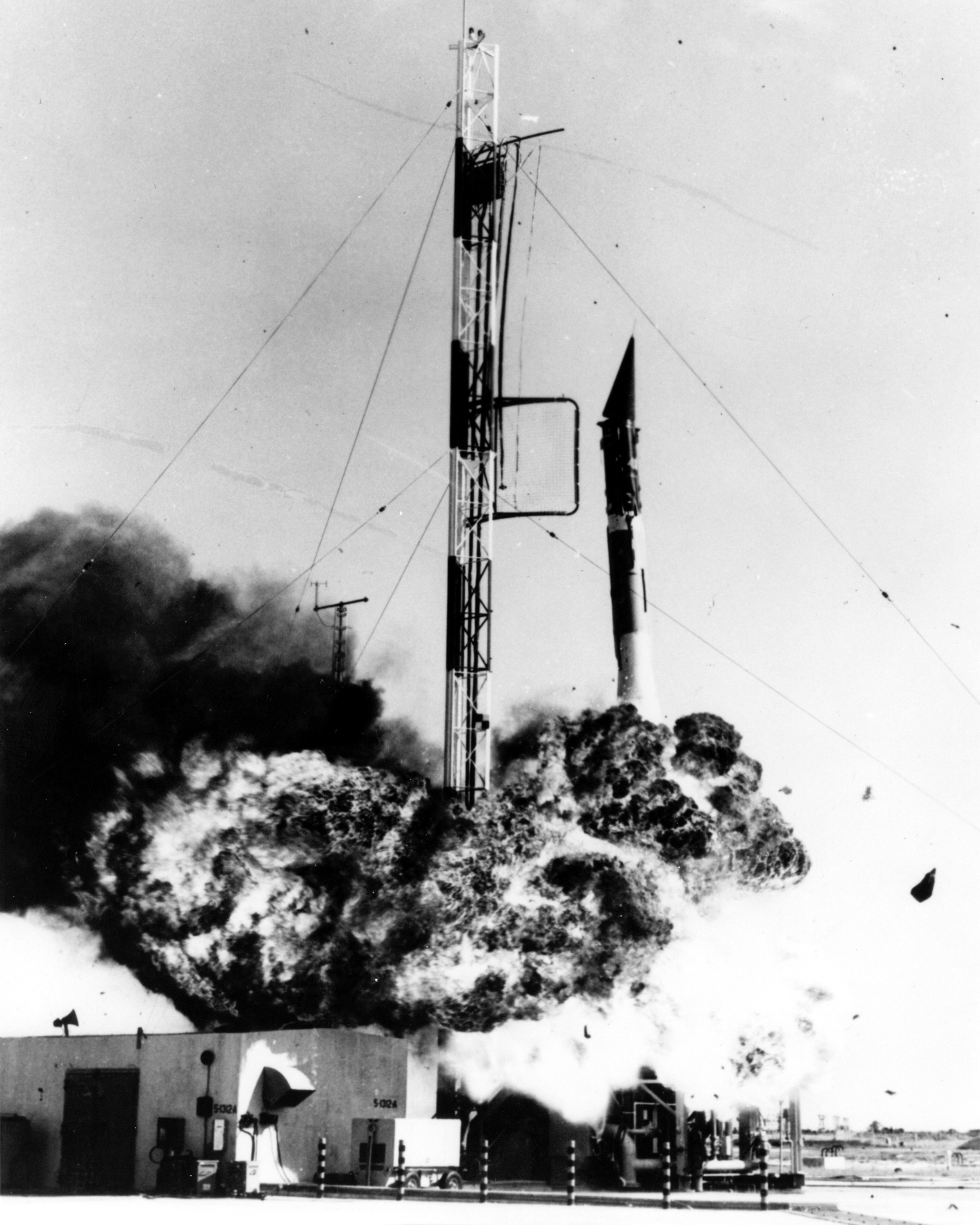
ヴァンガードロケットの爆発(1957年12月6日)

ヴァンガード計画（英語: Project Vanguard）とは、アメリカ合衆国の海軍の初期の宇宙計画である。アメリカ初の人工衛星打ち上げを試みたが初回の打ち上げが失敗に終わったため、アメリカ陸軍弾道ミサイル局(ABMA)に先を越され、結果的にアメリカで2番目の人工衛星を打ち上げた。

## 概要
ヴァンガード計画は1955年に来たるべく1957年7月1日から1958年12月31日の国際地球観測年(IGY)の一環として策定された。どのロケットを使用して（当時、世界初となる予定だった）人工衛星を打ち上げるかは論争になった。
アメリカ初の衛星打ち上げ用ロケットとして、空軍のSM-65アトラス、陸軍のSSM-A-14レッドストーンの派生型、海軍のRTV-N-12aヴァイキング観測ロケットを元にした3段式ロケットが提案された。この3つの案のうち、海軍案が選定されたことでヴァンガードロケットの開発が開始された。ヴァンガード計画はアメリカ海軍研究所(NRL)が全米科学財団(NSF)の資金で実施した。ヴェルナー・フォン・ブラウンは後に陸軍弾道ミサイル局(ABMA)は実力があり、"ハンツビルの私たちのロケット技術は人工衛星を打ち上げる能力を有していてすぐにでも実行できた"と記してる。1956年にワシントンとホワイトハウスの決定でフォンブラウンのチームは1957年12月6日のヴァンガードの打ち上げ失敗後にのみ機会を与えられた。
海軍研究所は1段目のヴァイキングに2段目のエアロビーと3段目に固体燃料ロケットを載せた仕様を検討していた。これが後のヴァンガードになった。ヴァイキングとエアロビーの組み合わせは海軍研究所によって提案され、高い優先度で当時開発中だったアトラスICBMと比較して競争力は低かったものの、既に観測ロケットとして実績のある組み合わせだった。さらにヴァイキングロケットはジンバル装荷式のエンジンで発展性を有した。2段目には常温での貯蔵が可能な硝酸とジメチルヒドラジンを推進剤として使用した。1955年9月9日に国防省はヴァンガード計画を進める事を承認した。計画推進の監督だったJhon P.Hagenは国防相の秘書からの手紙にはIGYの期間中に進行中の軍用ミサイル計画に干渉せず人工衛星を打ち上げる事が必要と明言されていたとされる。
航空宇宙産業にとって打ち上げ機の製造は重要でそのため参入は容易ではなく、一例としてNRLとヴァイキングの開発会社であり、ヴァンガードの一段目を製造して組み立てを担当する予定だったマーティン社間での全体的なシステム設計と技術に関する機構に関する協議は長引いた。マーティン社からの強力な反対意見にもかかわらずNRLはシステムの負担を維持した。10年後にサターンVの開発でこのような労働者の部門は契約会社と打ち上げ機の開発を監督する政府の局の間で軋轢を引き起こした。ヴァンガード計画では射点として既にミサイルの試射に使用され始めていたケープカナベラルが選定され、打ち上げ後に管制を維持するためにNRLのMinitrackシステムを使用した世界規模での追跡局が設立された。Minitrackシステムは同様に周回する衛星からのデータの収集にも使用された。1958年8月にはスミソニアン天体物理観測所によって人工衛星の追跡を目的とするSTP(Satellite-Tracking Program)観測網を構築するためにアルゼンチン、オーストラリア、キュラソー島、スペイン、日本、インド、ペルー、南アフリカ、イランとアメリカ国内の3箇所に計12台のベーカー＝ナン カメラが設置された。
1957年10月4日にソビエト連邦のスプートニク1号が打ち上げられると、それに対抗するため、スプートニク1号の打ち上げ直後の1957年10月9日にアイゼンハワー大統領はヴァンガード計画として人工衛星を打ち上げていて12月に打ち上げる予定であると言及した。この時点ではヴァンガードロケットは1段目が試射された段階で2段目と3段目を結合した状態での試験は未実施でロケットの打ち上げチームにとっては気が進まず理不尽だった。ニキータ・フルシチョフに"グレープフルーツ衛星"と形容された1.36kgの試験用衛星を搭載して打ち上げられることになったものの、1957年12月6日のケープカナベラル空軍基地第18発射施設（LC-18)におけるヴァンガードTV3の打ち上げでは発射2秒後に爆発、アメリカの宇宙開発計画始まって以来の大失敗に終わった。それらの一部始終は生中継で放映され、ヴァンガード計画のチームとアメリカ合衆国は報道陣によって酷評された。この失敗によりアメリカ国内ではヒステリー状態に陥ったが、その一方で海外メディアでは茶化して報じられ、英国ではスプートハッタリニクやスプートガラクタニク、スプートポンコツニクなどと囃し立てられた。それはヴァンガード計画において最初にして唯一の1段目の故障だったが、アメリカの初期の宇宙計画に影響を与えた。ソビエトは既に軌道上に衛星を投入していただけでなく、アメリカは到底及ばない事が周知の事実となった。ヴァンガードの失敗は宇宙開発の分野での問題に留まらず、産業分野や教育分野を含めてアメリカの優位性に疑問符を持たせるものだった。ヴァンガードの失敗の1ヶ月前にホワイトハウスはヴァンガードの代替として国防省は陸軍レッドストーン兵器廠に人工衛星を打ち上げるためのジュピターの打ち上げの準備の指示を許可していた。1958年1月31日にジュノーIはアメリカで最初の人工衛星であるエクスプローラー1号を軌道に投入した。ジュノーIの打ち上げ能力は限られていたのでエクスプローラー1号の重量はわずか18ポンドだったが観測機器を搭載してヴァンアレン帯として知られる地球の周囲の自然の放射線帯を発見した。2回目の挑戦となる1958年2月5日のヴァンガードTV3（バックアップ機）の打ち上げでは57秒後に爆発して失敗した。
1958年3月17日、3回目の打ち上げでヴァンガード1号が軌道に投入され、遂に目標を達成したが、その頃には既にヴェルナー・フォン・ブラウンの指導によりアメリカ陸軍弾道ミサイル局のジュピターCがエクスプローラー1号打ち上げを達成しており、アメリカ初の座を逃すこととなった。地球周回軌道上に投入された人工物としては4個目だった。ヴァンガードはより強力なロケットに間もなく置き換えられたが、実質的にエアロビーを使用した2段目と固体燃料の3段目は後年スカウトとデルタロケットの成功に重要な役割を果たすことになった。
結局、打ち上げられた11基中成功したのはわずか3基であったが、これらの失敗から後の宇宙開発競争で役立つ有用な多くの知見が得られ、打ち上げの成功率は高まった。
ヴァンガード1号は軌道上の最古の人工物で現在も軌道上を周回中で今後200年間軌道上に留まり続けると考えられる。

## 打ち上げられた記録
- ヴァンガードTV3 - 1957年12月6日、打ち上げ失敗
- ヴァンガードTV3バックアップ - 1958年2月5日、打ち上げ失敗
- ヴァンガード1号 - 1958年3月17日打ち上げ
- ヴァンガードTV5 - 1958年4月28日、打ち上げ失敗
- ヴァンガードSLV1 - 1958年5月27日、打ち上げ失敗
- ヴァンガードSLV2 - 1958年6月26日、打ち上げ失敗
- ヴァンガードSLV3 - 1958年9月26日、打ち上げ失敗
- ヴァンガード2号 - 1959年2月17日打ち上げ
- ヴァンガードSLV5 - 1959年4月13日、打ち上げ失敗
- ヴァンガードSLV6 - 1959年6月22日、打ち上げ失敗
- ヴァンガード3号 - 1959年9月18日打ち上げ